# Annecy Football Club
Annecy Football Club es un club de fútbol de la Comuna de Annecy, Francia, fundado en 1927 y refundado en 1993. Milita en el Ligue 2, la segunda categoría del fútbol nacional.

## Historia
Fue fundado en mayo de 1927 en la ciudad de Annecy en la Alta Saboya con el nombre FC Annecy por su primer presidente Louis Monnet, quien ocupó el puesto hasta 1933, cuando fue reemplazado por Jean Chatenoud.
El club se volvió profesional en el año 1942 luego de ganar la Liga de Lyon, pero tuvo que regresar al nivel aficionado al año siguiente por infracciones al reglamento. Fueron uno de los equipos fundadores del Championnat de France Amateur en la temporada 1948/49 y ganó su primera Copa de Lyon en la temporada 1953/54 y en el año 1970/71 por problemas en la liga, el club aceptó descender a la Tercera División del Sureste.
El equipo pasó vagando entre divisiones hasta recuperar el estatus de equipo profesional en la temporada 1989/90, teniendo su mejor temporada en 1990/91 en la que llegaron a la ronde de octavos de final en la Copa de Francia y jugaron el la Ligue 2, pero descendieron en la temporada 1992/93 y perdieron la categoría de profesional hasta desaparecer en 1993.
El mismo día el club es refundado bajo el nombre actual, donde pasó en las ligas regionales hasta llegar al Championnat de France Amateur para la temporada 2016/17.

## Jugadores

### Jugadores destacados
- Raoul Diagne
- Eloge Enza Yamissi
- Nassim Akrour

## Palmarés
| Competición nacional   | Títulos                               | Subcampeonatos |
| ---------------------- | ------------------------------------- | -------------- |
| Tercera División (0/1) |                                       | 2021-22        |
| Cuarta División (1/0)  | 1983-84 (Grupo F), 2019-20 (Grupo D). |                |